# Florence Henderson
Florence Agnes Henderson (Dale, 14 febbraio 1934 – Los Angeles, 24 novembre 2016) è stata un'attrice, personaggio televisivo e doppiatrice statunitense, nota per aver partecipato alla serie TV La famiglia Brady.

## Biografia
Nata in Indiana da genitori di origini inglesi, studiò all'Accademia americana di arti drammatiche di New York.
Lavorò inizialmente in teatro, debuttando a Broadway nei primi anni cinquanta (Wish You Were Here, Fanny). Nel 1955 apparve per la prima volta in televisione, in un episodio di I Spy. Nel 1963 lavorò nello show di Johnny Carson e in altri programmi presentati da importanti intrattenitori della TV statunitense dell'epoca, tra cui Jack Paar.
Il ruolo che la consacrò fu quello di Carol Brady nella sitcom televisiva La famiglia Brady, andata in onda dal 1969 al 1974; l'attrice prese parte a 117 episodi della serie. 
Nel 1970 debuttò nel cinema partecipando al film Song of Norway. Nella stagione 1976-1977 fu nello show The Brady Bunch Variety Hour.
Recitò in numerose serie TV nel corso degli anni ottanta: Love Boat, The Brady Girls, La signora in giallo. Nel 1990 fu nuovamente Carol Brady nello show The Bradys (insieme a The Brady Girls è uno spin-off dell'originale). La si ricorda anche per aver partecipato a The $10,000 Pyramid (1982-1987 e poi nuovamente nel 1991) e The Hollywood Squares, di cui fu ospite numerose volte tra il 1971 e il 1980.
Nel 2010 prese parte al varietà Entertainment Tonight e fu tra i concorrenti dello show Dancing with the Stars.

## Filmografia parziale

### Attrice

#### Cinema
- Song of Norway, regia di Andrew L. Stone (1970)
- Shakes the Clown, regia di Bobcat Goldthwait (1992)
- Una pallottola spuntata 33⅓ - L'insulto finale (Naked Gun 33 1/3: The Final Insult), regia di Peter Segal (1994)
- The Brady Bunch Movie, regia di Betty Thomas (1995)
- Il genio (Holy Man), regia di Stephen Herek (1998)
- For Heaven's Sake, regia di Nat Christian (2008)
- The Christmas Bunny, regia di Tom Seidman (2010)
- Venus & Vegas, regia di Demian Lichtenstein (2010)
- Cinquanta sbavature di nero (Fifty Shades of Black), regia di Michael Tiddes (2016)
- Bad Grandmas, regia di Srikant Chellappa (2017)

#### Televisione
- I Spy – serie TV, 1 episodio (1955)
- La famiglia Brady (The Brady Bunch) – serie TV, 117 episodi (1969-1974)
- Medical Center – serie TV, 1 episodio (1975)
- Love Boat (The Love Boat) – serie TV, 10 episodi (1977-1987)
- Fantasilandia (Fantasy Island) – serie TV, 3 episodi (1979-1983)
- Cuore e batticuore (Hart to Hart) – serie TV, 1 episodio (1981)
- Quelli della pallottola spuntata (Police Squad!) – serie TV, 1 episodio (1982)
- Alice – serie TV, 1 episodio (1983)
- Detective per amore (Finder of Lost Loves) – serie TV, 1 episodio (1984)
- La signora in giallo (Murder, She Wrote) – serie TV, 3 episodi (1986-1990)
- ABC Afterschool Specials – serie TV, 1 episodio (1987)
- Free Spirit – serie TV, 1 episodio (1989)
- Pappa e ciccia (Roseanne) – serie TV, 1 episodio (1994)
- La legge di Burke (Burke's Law) – serie TV, 1 episodio (1994)
- Ellen – serie TV, 1 episodio (1997)
- The King of Queens – serie TV, 1 episodio (2000)
- Samantha chi? (Samantha Who?) – serie TV, 1 episodio (2009)
- Happily Divorced – serie TV, 1 episodi (2012)
- 30 Rock – serie TV, 1 episodio (2012)
- Tre mogli per un papà (Trophy Wife) – serie TV, 1 episodio (2014)
- K.C. Agente Segreto (K.C. Undercover) – serie TV,1 episodio (2016)

### Doppiatrice
- Hercules – serie animata, 1 episodio (1998)
- Scooby-Doo! Mystery Incorporated – serie animata, 1 episodio (2011)
- The Cleveland Show – serie TV, 1 episodio (2012)
- Manny tuttofare (Handy Manny) – serie animata, 1 episodio (2012)